# Třída Lapérouse
Třída Lapérouse jsou hydrografické výzkumné lodě francouzského námořnictva. Postaveny byly čtyři jednotky této třídy. Poslední jednotka Arago slouží jako hlídková loď.

## Stavba
Francouzská loděnice DCN (nyní DCNS) v Lorientu postavila celkem čtyři jednotky této třídy.
Jednotky třídy Lapérouse:
| Jméno             | Spuštěna           | Vstup do služby  | Status  |
| ----------------- | ------------------ | ---------------- | ------- |
| Lapérouse (A 791) | 15. listopadu 1986 | 20. dubna 1988   | aktivní |
| Borda (A 792)     | 15. listopadu 1986 | 16. června 1988  | aktivní |
| Laplace (A 793)   | 9. listopadu 1988  | 5. října 1989    | aktivní |
| Arago (P 675)     | 6. září 1990       | 9. července 1991 | aktivní |

## Konstrukce

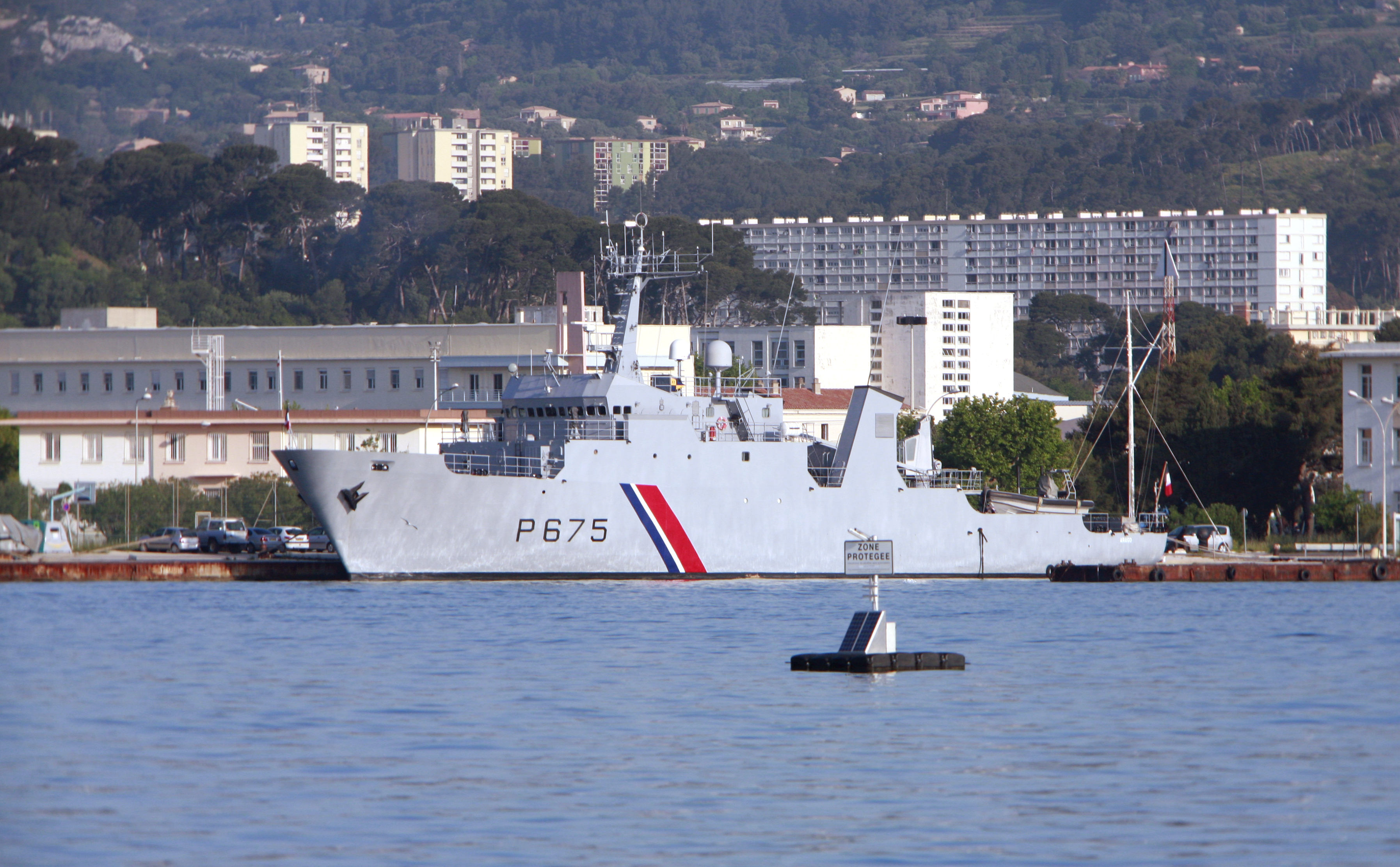
Arago (P 675)

Plavidla jsou vyzbrojena dvěma 12,7mm kulomety. Pohonný systém tvoří dva diesely SACM-Wartsila o celkovém výkonu 2500 bhp, pohánějící dva lodní šrouby. Nejvyšší rychlost dosahuje 15 uzlů.

## Operační služba
Roku 2016 se výzkumná loď Laplace podílela na hledání černých skříněk zříceného Airbusu A320 letu EgyptAir 804.